# Kremná
Kremná, do roku 1948 Krempach (rusínsky Кремна, maďarsky Lublókorompa nebo do roku 1907 Lublókrempach) je obec na Slovensku v okrese Stará Ľubovňa v Prešovském kraji poblíž polských hranic. Žije zde 98 obyvatel.
První písemná zmínka o obci pochází z roku 1773. V obci je klasicistní řeckokatolický chrám Ochrany Přesvaté Bohorodičky z konce 16. století.